# Dominique Kalifa
Pour les articles homonymes, voir Kalifa.
Dominique Kalifa, né le 12 septembre 1957 à Vichy (Allier) et mort le 12 septembre 2020 à Brugheas (Allier), est un enseignant-chercheur et historien français.
Professeur des universités, titulaire d'une chaire d'histoire contemporaine de l'université Panthéon-Sorbonne, où il co-dirige le Centre d’histoire du XIXe siècle, il enseigne également à l'Institut d'études politiques de Paris (Sciences Po) de 2008 à 2015, a été plusieurs fois Visiting professor à l'université de New York, professeur invité à l'université Keiō (Japon), à Brigham Young University (États-Unis), à l'UNESP (Brésil), à l'Instituto Mora (es) (Mexique) et Visiting Fellow à l'université de St Andrews. De 2015 jusqu'à sa mort, il est membre de l'Institut universitaire de France.
Spécialiste de l’histoire du crime, des marginalités, et des représentations de la criminalité du second XIXe siècle au début du XXe siècle, ses travaux portent également sur l'histoire des imaginaires sociaux, de la presse écrite, mais aussi sur la figure de Fantômas, l'histoire de l'érotisme parisien, et les chrononymes.

## Biographie

### Jeunesse et parcours universitaire initial
Ancien élève de l’École normale supérieure de Saint-Cloud (LSC 1978), et agrégé d’histoire, Dominique Kalifa est un temps professeur dans le secondaire au lycée Lamarck à Albert (Somme) et en banlieue parisienne, aux lycées Delacroix de Maisons-Alfort et Jules-Uhry de Creil. Il rencontre Michelle Perrot au milieu des années 1980, qui sera par la suite la directrice de sa thèse soutenue à Paris-VII en 1994 (publiée en 1995 sous le titre L'Encre et le Sang). Plus tard, c'est l'historien des sensibilités Alain Corbin qui dirige son dossier d’habilitation ; Dominique Kalifa lui succède à la Sorbonne en 2002. Il dirige le Centre d'histoire du XIXe siècle[Quand ?].

### Histoire des représentations du crime, des imaginaires sociaux, et travaux sur la culture de masse
Ses recherches portent initialement sur les récits de crimes et la crise sécuritaire du début du XXe siècle (L’Encre et le Sang, 1995). Il s'agit pour Dominique Kalifa de questionner les représentations et les imaginaires sociaux qui entourent le crime à la fin du XIXe siècle. Il contribue alors à poser des jalons importants pour l'histoire des imaginaires sociaux,. Dans la continuité de ces travaux, il écrit le premier livre consacré au métier de détective privé (Naissance de la police privée, 2000). Plus largement, Dominique Kalifa s'intéresse également à l’histoire de la culture de masse (La Culture de masse en France, 2001), dans la lignée de ses travaux sur le crime et ses représentations, et sur le fait divers.
Avec l’historien Philippe Artières, son ami, il rédige en 2001 un ouvrage expérimental, Vidal, le tueur de femmes : une biographie sociale, entièrement composé d’extraits d'archives montés dans un récit biographique, autour du tueur français Henri Vidal (1867-1906),.
Il codirige en 2011 La Civilisation du journal, qui fournit une analyse précise de l'histoire de la presse du XIXe siècle,.
Ses principaux articles sont réunis en 2005 dans un ouvrage intitulé Crime et culture au XIXe siècle.
Il s’intéresse plus tard aux questions de justice et pénalité militaire en publiant le premier travail scientifique sur Biribi, l'univers des bagnes et des sections de discipline de l'armée française (Biribi, 2009),,.
Son ouvrage Les Bas-fonds : histoire d'un imaginaire (Le Seuil, 2013) remporte le prix Mauvais genres, ainsi que le French Voices Award 2016.

### Travaux historiographiques et réflexion sur la pratique historienne
En 2005 est publié un ouvrage co-dirigé avec Anne-Emmanuelle Demartini, intitulé Imaginaire et sensibilités au XIXe siècle ; Dominique Kalifa a le désir de rendre hommage aux apports d'Alain Corbin à l'histoire culturelle et à l'histoire des sensibilités. Les deux directeurs chargent de nombreux anciens étudiants de ce dernier de réaliser les contributions de l'ouvrage,.
En 2009, il participe à l'ouvrage Le Dossier Bertrand, un travail collectif dirigé par Philippe Artières où cinq historiens (Philippe Artières, Anne-Emmanuelle Demartini, Dominique Kalifa, Stéphane Michonneau, et Sylvain Venayre) sont confrontés au même dossier d'archives, pour mettre en lumière une diversité d'approches,.
En 2017, il écrit La Véritable Histoire de la Belle Époque, une réflexion sur le temps, la nostalgie et l'écriture de l'histoire,, qui remporte le prix Eugène-Colas de l'Académie française la même année.
Ses réflexions sur la manière dont le temps est nommé, délimité, et pensé en des termes précis (par des chrononymes), aboutissent à la publication en 2020 de l'ouvrage collectif Les Noms d'époque : de « Restauration » à « années de plomb » qu'il a dirigé dans la collection « Bibliothèque des histoires », chez Gallimard.

### Autres travaux

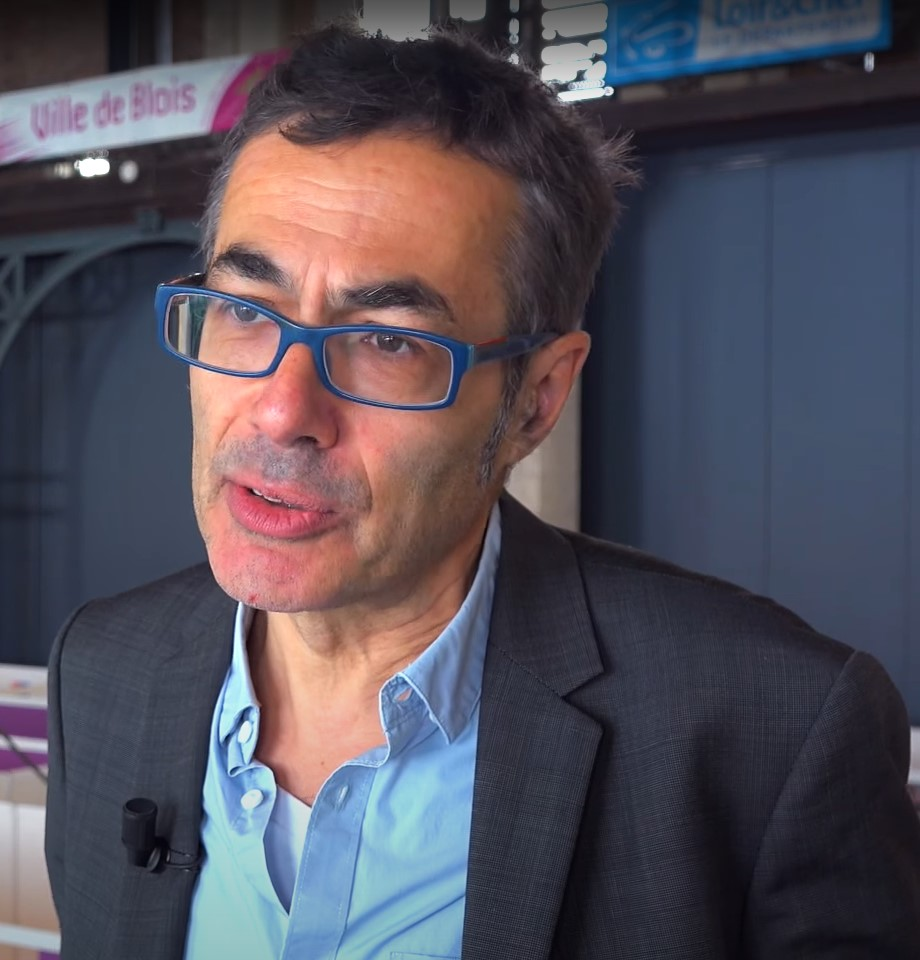
Dominique Kalifa présentant son ouvrage Tu entreras dans le siècle en lisant Fantômas aux Rendez-vous de l'histoire à Blois en 2017.

Également spécialiste de Fantômas, il publie en 2017 un abécédaire pataphysique intitulé Tu entreras dans le siècle en lisant Fantômas, chez Vendémiaire, dans lequel il analyse les diverses facettes d'un personnage qui a passionné les poètes, les romanciers, les peintres ou les cinéastes tout au long du siècle dernier,,.
En 2018, il écrit un ouvrage consacré à l'histoire de l'érotisme dans la ville de Paris, intitulé Paris. Une histoire érotique, d'Offenbach aux Sixties.
Il est membre du Comité d'histoire de la ville de Paris, fondé en 2007, qui réunit des universitaires, des chercheurs et des représentants de grandes institutions, et dont l'objectif est de soutenir la recherche historique relative à Paris.
À partir de 1990, Dominique Kalifa est collaborateur du supplément littéraire du quotidien Libération.

### Mort et postérité
Il se donne la mort le jour de son 63e anniversaire, le 12 septembre 2020, à Brugheas,,.
De nombreux hommages lui sont rendus dans le monde universitaire, particulièrement par ses collègues et anciens doctorants. Son apport à la discipline historique, notamment au renouvellement des approches de l'histoire des imaginaires sociaux, est largement souligné,,,,,.
Le Centre d'histoire du XIXe siècle de la Sorbonne décide de rendre hommage à Dominique Kalifa dans un colloque intitulé : « Les belles époques de Dominique Kalifa. Retour sur une œuvre d'historien » qui a lieu les 9, 10 et 11 décembre 2021. Ce colloque donne lieu ensuite à une publication.

## Publications
- L'Encre et le Sang : récits de crimes et société à la Belle Époque, Paris, Fayard, 1995, 351 p. (ISBN 2-213-59513-5, présentation en ligne), [présentation en ligne], [présentation en ligne].
- Naissance de la police privée : détectives et agences de recherches en France (1832-1942), Paris, Plon, coll. « Civilisations et mentalités », 2000, 334 p. (ISBN 2-259-18291-7, présentation en ligne), [présentation en ligne] 2e édition mise à jour et augmentée : Histoire des détectives privés en France (1832-1942), Paris, Éditions Nouveau Monde, 2007, 361 p. (ISBN 978-2-84736-177-3, présentation en ligne).
- La Culture de masse en France, tome 1 1860–1930, Paris, La Découverte, 2001.
- Vidal, le tueur de femmes : une biographie sociale (avec Philippe Artières), Paris, Éditions Perrin, 2001, 270 p. (ISBN 2-262-01721-2, présentation en ligne), [présentation en ligne], [présentation en ligne]. Nouvelle édition avec postface actualisée : Vidal, le tueur de femmes : une biographie sociale (avec Philippe Artières), Lagrasse, Éditions Verdier, coll. « Verdier/poche : Histoire », 2017, 365 p., poche (ISBN 978-2-86432-922-0).
- Imaginaire et sensibilités au XIXe siècle (avec Anne-Emmanuelle Demartini), Paris, Creaphis, 2005.
- Crime et culture au XIXe siècle, Paris, Éditions Perrin, coll. « Pour l'histoire », 2005, 331 p. (ISBN 2-262-02012-4, BNF 39904017, présentation en ligne), [présentation en ligne], [présentation en ligne], [présentation en ligne]
- Crimen y cultura de masas en Francia, siglos XIX-XX, Mexico, Instituto Mora, 2008.
- Biribi : les bagnes coloniaux de l'armée française, Paris, Perrin, 2009, 344 p. (ISBN 978-2-262-02384-3, présentation en ligne), [présentation en ligne], [présentation en ligne]. Édition revue et augmentée : Biribi : les bagnes coloniaux de l'armée française, Paris, Perrin, coll. « Tempus » (no 622), 2016, 409 p., poche (ISBN 978-2-262-06451-8).
- Les bas-fonds : histoire d'un imaginaire, Paris, Éditions du Seuil, coll. « L'univers historique », 2013, 394 p. (ISBN 978-2-02-096762-4, BNF 43522066, présentation en ligne), [présentation en ligne].
- Atlas du crime à Paris : du Moyen âge à nos jours (avec Jean-Claude Farcy), Paris, Éditions Parigramme, 2015, 219 p. (ISBN 978-2-84096-872-6, présentation en ligne).
- La véritable histoire de la « Belle Époque », Paris, Fayard, 2017, 296 p. (ISBN 978-2-213-65529-1, présentation en ligne), [présentation en ligne].
- Tu entreras dans le siècle en lisant Fantômas (ill. Camila Farina), Paris, Vendémiaire, 2017, 329 p. (ISBN 978-2-36358-281-2, présentation en ligne), [présentation en ligne].
- Paris : une histoire érotique, d'Offenbach aux Sixties, Paris, Payot, 2018, 278 p. (ISBN 978-2-228-92209-8, présentation en ligne).

### Direction d'ouvrages
- Dominique Kalifa (dir.), Jean-Claude Farcy (dir.) et Jean-Noël Luc (dir.), L'enquête judiciaire en Europe au XIXe siècle : acteurs, imaginaires, pratiques, Paris, Éditions Créaphis, 2007, 385 p. (ISBN 978-2-913610-92-7, présentation en ligne).
- Dominique Kalifa (dir.) et Pierre Karila-Cohen (dir.), Le commissaire de police au XIXe siècle, Paris, Publications de la Sorbonne, coll. « Histoire de la France aux XIXe et XXe siècles » (no 67), 2008, 284 p. (ISBN 978-2-85944-595-9, présentation en ligne, lire en ligne), [présentation en ligne].
- Dominique Kalifa (dir.), Philippe Régnier (dir.), Marie-Ève Therenty (dir.) et Alain Vaillant (dir.), La Civilisation du journal : histoire culturelle et littéraire de la presse française au XIXe siècle, Paris, Nouveau Monde Éditions, coll. « Opus Magnum », 2011, 1762 p. (ISBN 978-2-84736-543-6, présentation en ligne), [présentation en ligne], [présentation en ligne], [présentation en ligne].
- Dominique Kalifa (dir.), Les historiens croient-ils aux mythes ?, Paris, Publications de la Sorbonne, coll. « Homme et société » (no 53), 2016, 252 p. (ISBN 978-2-85944-973-5, lire en ligne).
- Dominique Kalifa (dir.), Les noms d'époque : de « Restauration » à « années de plomb », Paris, Éditions Gallimard, coll. « Bibliothèque des histoires », 2019, 349 p. (ISBN 978-2-07-276383-0, présentation en ligne), [présentation en ligne], [présentation en ligne], [présentation en ligne], [présentation en ligne].

## Filmographie
- Co-auteur avec Mathilde Damoisel du film Paris romantique, Paris érotique, France Télévision, 2021[34]
- Co-auteur avec Hugues Nancy du film Une si belle époque : la France avant 14, CP&B/France 3, 2019
- Direction (avec E. Blanchard) de la série Faits divers : l'histoire à la Une diffusée sur Arte, 2017
- Chroniqueur dans Casque d'or et les Apaches (1902), un épisode de 52 min de la série documentaire télévisée Des crimes presque parfaits réalisée par Patrick Schmidt et Pauline Verdu, Planète+ CI, 2015
- Arsène, documentaire de 55 min réalisé par Lucien Dirat et Nathan Miler, La Sept Arte, FRP, 2000
- À la Belle Époque des mauvais garçons, documentaire de 52 min réalisé par Nicolas Lévy-Beff
- Les Enfants du bagne, documentaire de 52 min réalisé par Nicolas Lévy-Beff
- Faits divers ? Cézanne et le meurtre[35], interview de Dominique Kalifa et Philippe Comar, exposition « Cézanne et Paris » présentée au musée du Luxembourg, 2011-2012.